# Festival de Cine Europeo en Chile
El Festival de Cine Europeo en Chile es un festival cinematográfico celebrado anualmente en junio desde 1998 en diferentes ciudades de Chile, concentrándose en su capital nacional, Santiago. El evento es organizado por la Delegación de la Unión Europea en Chile en conjunto a las embajadas de los países participantes.

## Historia
El festival surgió en 1998 como una plataforma para difundir el cine producido y rodado en Europa, además de mostrar a través de la filmografía de cada país acerca de la diversidad cultural, étnica e idiomática existente en el continente. A la gestión realizada por las autoridades diplomáticas en Chile con sus diferentes representaciones, se suma la colaboración y patrocinio del Ministerio de las Culturas, las Artes y el Patrimonio.
Además de la proyección de largometrajes, documentales y cortometrajes, se exponen charlas y talleres con expertos en cine europeo, como críticos cinematográficos y entendidos en materia audiovisual.
Las ciudades que han sido parte del festival con al menos una actividad dentro del programa han sido, además de Santiago, Arica, Antofagasta, Valparaíso, Viña del Mar, Talca, Concepción, Valdivia, Osorno, Temuco, Puerto Montt, Castro, Puerto Natales y Punta Arenas.
Durante los confinamientos por la pandemia de COVID-19 en 2020 y 2021, la organización del evento subió todo su catálogo de películas a la web y permitió su acceso gratuito solo dentro del territorio nacional a través del sistema de video bajo demanda, mediante la obtención previa de una clave de acceso que funcionó como entrada virtual sin costo.